# The Love Girl
The Love Girl is een Amerikaanse filmkomedie uit 1916 onder regie van Robert Z. Leonard.

## Verhaal
Na het overlijden van haar moeder gaat Ambrosia bij haar onaardige tante Betty wonen. Haar dochter wil trouwen met een man zonder geld. Tante Betty haalt er een swami bij, die haar dochter hypnotiseert en haar beveelt om de verloving te verbreken. De swami ruikt geld en ontvoert haar. Ambrosia en de buurjongen ontdekken waar hun nicht wordt vastgehouden en ze waarschuwen de politie. Tante Betty gaat houden van Ambrosia en ze stemt in met de verloving van haar dochter.

## Rolverdeling
| Acteur            | Personage        |
| ----------------- | ---------------- |
| Ella Hall         | Ambrosia         |
| Adele Farrington  | Haar tante Betty |
| Betty Schade      | Haar nicht       |
| Harry Depp        | De buurjongen    |
| Grace Marvin      | De meid          |
| Wadsworth Harris  | Swami            |
| Kingsley Benedict | Liefje van Betty |